# 普里塞利-彭布罗克郡 (英国国会选区)
普里塞利-彭布羅克郡（英語：Preseli Pembrokeshire，发音：/prəˈsɛli/），英國國會一郡選區，位於威爾斯西南部彭布羅克郡北部。始設於1997年。
至2005年工黨的杰姬·劳伦斯（Jackie Lawrence）為本區下議員。2010年大選中，保守黨的史蒂芬·克拉布以42.8%選票勝選連任。